# الجعيبورة (وادي العين)

تعديل مصدري - تعديل

الجعيبورة هي إحدى قرى عزلة وادي العين بمديرية حورة التابعة لمحافظة حضرموت، بلغ تعداد سكانها 45 نسمة حسب تعداد اليمن لعام 2004.